# Introduktionsprogrammet
Introduktionsprogrammet är ett program inom gymnasieskolan som erbjuder elever chansen att läsa upp behörighet för att komma in på nationella program eller leda till att komma ut på arbetsmarknaden. 
Det finns fyra olika sorters introduktionsprogram: 
- Programinriktat individuellt alternativ. Riktar sig till ungdomar som har behörighet i kärnämnena svenska/svenska som andra språk, matematik och engelska samt ytterligare tre - fyra ämnen [1].
- Yrkesintroduktion. Riktar sig till ungdomar som vill in på yrkesprogram med särskild inriktning men saknar behörighet. Programmet erbjuder även yrkespaket med flera inriktningar där eleverna läser en blandning av grundskole- och gymnasieämnen samt ingår praktik beroende på vald inriktning. Yrkespaketet är en två-årig utbildning och leder inte till en gymnasieexamen [2].
- Individuellt alternativ. Är till för elever som saknar ett eller samtliga grundskolebetyg [1].
- Språkintroduktion. Är riktad till ungdomar som nyligen kommit till Sverige. Programmet syftar till att ge behörighet till nationellt gymnasieprogram eller annan utbildning. Fokus ligger på svenska språket, men även på andra ämnen på grundskole- och gymnasienivå [1].

Introduktionsprogrammet infördes genom Gy 2011, och ersatte individuella programmet.